# Skyfire
Skyfire是一款執行於Windows Mobile、Android及iOS平台上的手機瀏覽器。

## 工作原理
旧版Skyfire 1.x的工作原理是通过代理服务器完成网页解析后将图片传输至客户端显示。因此，Skyfire可以正常打开排版复杂的网页，也可以正常播放网页中的Flash动画。2.0版及之后的Skyfire放弃了全局中转模式，改为使用服务端处理和本地解析相结合的方式，以获得更好的浏览体验。新版Skyfire可以在服务器端将Flash视频播放控件转换为使用HTML5的视频播放控件，使用户能在没有Flash支持的iOS设备或Android上观看互联网上的Flash视频。

## 工作条件
Skyfire 1.x需要使用TCP协议的443端口用于传输网页内容、UDP协议用于传输网页上的音频流。因此Skyfire只能在某些APN上使用，如中国移动运营商中国移动的CMNET、中国联通的UNINET、3GNET。而在中国移动的CMWAP则不能使用。自2010年12月1日起，Skyfire官方已经停止了Skyfire 1.x的服务端中转服务。Skyfire 2.0及以后的版本同样需要使用CMNET或UNINET接入，或者WiFi连接，以正常使用服务器端的云服务。Skyfire 3.2只能在Android 2.x系统中运行。Andriod 1.5/1.6只能使用旧版的Skyfire 2.3。

## 下载方式
可在官网get.skyfire.com下载Skyfire的最新版本。或者在Ovi Store，Android Market，App Store下载。官方网站上也提供了Skyfire对应的QR code，可以用Android平台的手机直接扫描并下载。对于来自中国等地的访问，官方网站已经停止了对Windows Mobile、Symbian S60平台的1.x版本的下载。